# 13. honvedski pehotni polk (Avstro-Ogrska)
Za druge 13. polke glejte 13. polk.
13. honvedski pehotni polk je bil pehotni polk avstro-ogrskega Honveda.

## Zgodovina
Polk je bil ustanovljen leta 1886.

### Prva svetovna vojna
Polkovna narodnostna sestava leta 1914 je bila sledeča: 51% Slovakov, 28% Madžarov, 20% Avstrijcev in 1% drugih.

## Poveljniki polka
- 1914: Anton Pogany[3]